# Pantoporia cardoni
Pantoporia cardoni är en fjärilsart som beskrevs av Corbet 1937. Pantoporia cardoni ingår i släktet Pantoporia och familjen praktfjärilar. Inga underarter finns listade i Catalogue of Life.